# NunSlaughter
NunSlaughter ist eine US-amerikanische Death-Metal-Band aus Pittsburgh, Pennsylvania, die im Jahr 1987 gegründet wurde.

## Geschichte
Die Band wurde im Jahr 1987 vom Bassisten Don of the Dead, dem Gitarristen Jer the Butcher, dem Sänger Gregoroth und dem Schlagzeuger Behemoth Bill gegründet. Noch im selben Jahr erschien mit Ritual of Darkness ein erstes Demo. Im Jahr 1989 änderte sich die Besetzung der Band, nachdem der Gitarrist Rick Rancid und der Schlagzeuger John Sicko zu NunSlaughter gekommen waren. Kurz darauf schloss sich das zweite Demo The Rotting Christ. Im Jahr 1991 veränderte sich die Besetzung erneut, indem Von the Impaler als Schlagzeuger zur Band kam, während Gregoroth sie verlassen hatte und Don of the Dead nun auch zusätzlich den Gesang übernahm. Daraufhin folgte das dritte Demo Impale the Soul of Christ on the Inverted Cross of Death. Im Jahr 1993 kam Mark Perversion als neuer Schlagzeuger zur Band, woraufhin die Band ihr nächstes Demo in ihrem Wohnzimmer aufnahm, das im selben Jahr unter dem Namen The Guts of Christ erschien. Im Jahr 1995 bestand NunSlaughter aus den Originalmitgliedern Don of the Dead, Gregoroth und Jer the Butcher, sowie dem neuen Schlagzeuger Jim Sadist, woraufhin das Demo Face of Evil erschien. Nachdem Gregoroth und Jer the Butcher die Band wieder verlassen hatten, begab sich diese im Januar 1997 mit dem neuen Bassisten Chris 213 und dem neuen Gitarristen Blood ins Studio, um Lieder für eine Split-Veröffentlichung zusammen mit Bloodsick aufzunehmen. Daraufhin folgte eine weitere Veröffentlichung zusammen mit Dekapitator, der sich eine Split-Veröffentlichung zusammen mit Crucifier anschloss, die auf 666 Stück limitiert war. Außerdem erschien die EP Blood Devil und eine Split-Veröffentlichung zusammen mit Derkéta. Nachdem die Band einen Vertrag bei Revenge Productions unterzeichnet hatte, erschien das Debütalbum Hells Unholy Fire. Es folgte eine Tour, um das Album zu bewerben, sowie eine Europatournee im September 2000. Bei diesen Auftritten war Wayne Richards (Soulless) als Gitarrist vertreten. Während der Tour erschien die EP Trifurcate. In der Folgezeit erschienen viele weitere EPs und Split-Veröffentlichungen, ehe im Jahr 2003 das zweite Album Goat über Revenge Productions in Europa und über Metal War Productions in den USA erschien. Es folgte eine Tournee durch Australien. Zurück in den USA, schrieb die Band an neuen Liedern und veröffentlichte in den folgenden zwei Jahren über 16 Split-Veröffentlichungen und EPs. Im Jahr 2005 ging sie auf Tour durch Japan, während das Album Goat mit Bonusliedern neu aufgelegt wurde. Zurück in den USA plante die Band ihre zweite DVD, die Video- und Audiomaterial der Auftritte in Japan enthalten sollte. Im Jahr 2005 erschien die Split-Veröffentlichung Cryptic zusammen mit Nocturnal, ehe im Jahr 2006 die EPs Fathers and Fright, Fuck the God in Heaven, die Wiederveröffentlichung von Face of Evil und Rotting Christ als EPs, eine Wiederveröffentlichung des Albums Goat und das Box-Set DemoSlaughter. 2007 erschien das Album Hex.

## Musikstil und Texte
NunSlaughters Stil wurde als brutaler Death/Thrash Metal sowie als gewalttätiger, dunkler US-Death Metal beschrieben, den die Band von Anfang an verfolgt habe, ohne zu verweichlichen oder sich an Trends anzunähern. Der Stil ist typisch US-amerikanisch; einem Vergleich mit Acheron, der sich vor allem auf den Gesang bezog, stimmt Don of the Dead nicht zu; allenfalls erinnere der Gesang bei Acheron an NunSlaughter. Er störe sich zwar nicht am Vergleich mit „einer phantastischen Band wie Acheron“, allerdings vergäßen die Leute, wie lange es NunSlaughter gebe. Dass die Band nach zwölf Jahren nur wenigen Metallern bekannt war, war laut Don of the Dead erwünscht; er wolle wahrhaftige Metaller als Anhänger und keine, die nach einigen Jahren kein Interesse mehr an der Musik zeigten. Don of the Dead spricht sich für Vinyl-Pressungen aus, da diese den besseren Klang für Metal böten; wer NunSlaughters Demoaufnahmen wiederveröffentlichen wolle, könne ihn kontaktieren, solange er sie nicht auf CD veröffentliche.

## Diskografie

### Alben
- Hells Unholy Fire (2000, Revenge Productions)
- Goat (2003, Revenge Productions (Europa), Metal War Productions (USA))
- Hex (2007, Hells Headbangers Records)
- Angelic Dread (2014, Hells Headbangers Records)

### Live-Alben
- One Night in Hell (2001, Iron Bonehead Productions)
- Devil Metal (2001, Hell Attacks Productions)
- Radio Damnation (2001, Barbarian Wrath Records)
- Hell on Austria (2003, Agonia Records)
- Radical Rapture Ruptures (2007, H.M.S.S. Records)
- An Evening at War (2007, Hells Headbangers Records)
- Club Cobra Control (2009, H.M.S.S. Records)
- Satanic Slut Spawns (2009, H.M.S.S. Records)
- Metal Assault on Melbourne (2009, H.M.S.S. Records)
- Metal Assault on Brisbane (2009, H.M.S.S. Records)
- Raid the Country Star (Live in Padova, Italy 3/18/09) (2009, War Kommand Productions)
- Live Devils in the City of Angels (2010, Assaulter Productions)
- Raped by HungariaNuns (2011, Stygian Shadows Productions)
- Live in Aurora Illinois (2011, Nunslaughter Records)
- Desecration over Sabahells (2012, Derangement Project Production)
- Forward to Hell (2012, Nunslaughter Records)
- Near the Catacombs (2012, Nunslaughter Records)
- The Danish Murders (2012, Southamerican Holocaust Records)
- Live in Clifton New Jersey (2013, Ablaze Productions)

### EPs
- Killed by the Cross (1990, Whisper in Darkness Records)
- Blood Devil (1999, Revenge Productions)
- Trifurcate (2000, Warlord Records)
- Hell on Switzerland (2001, Ordealis Records)
- Rehearsal 1987 (2001, Eigenveröffentlichung)
- Hell on Germany (2001, Bloodbath Records)
- Hell on Belgium (2001, Menace to Sobriety Records)
- Hell on Spain (2002, Christhunt Productions)
- Tasting the Blood of Your Savior… Before His Soul Was Impaled (2003, TPL Records)
- Cerebus (2003, Hells Headbangers Records)
- Hell on France (2004, Drakkar Productions)
- The Supreme Beast (2004, Ordealis Records)
- Metal Assault on Canberra (2004, Lahti Metal Inquisition Records)
- The Bog People (2004, My Mind Records)
- Burn the Cross (2004, Hells Headbangers Records)
- Christmassacre (2004, Hells Headbangers Records)
- Slutty Cryptic Mother (2005, Eigenveröffentlichung)
- Fathers of Fright (2006, Eigenveröffentlichung)
- Fuck That Cunt (2006, Terranis Productions)
- Fuck the God in Heaven (2006, Hells Headbangers Records)
- Metal Assault on Adelaide (2006, Hells Headbangers Records)
- Metal Assault on Sydney (2006, Hells Headbangers Records)
- Nordic Nightmare Tour 2007 (2007, Eigenveröffentlichung)
- The Curse Before the Hex (2007, Universal Tongue Records)
- Hell on Holland (2008, Autopsy Kitchen Records)
- Unholy Hell (2009, Basement Records)
- European Excommunication Tour 2009 (2009, Eigenveröffentlichung)
- Padova 18 Marzo 2009 - Tour EP Commemorative (2009, Iron Tyrant Records)
- SathaSlaughter (2009, Universal Tongue Records)
- Black (2010, Hells Headbangers Records)
- Towards the North 2010 Tour (2010, Eigenveröffentlichung)
- Hells Unholy Rough Mix (2012, Nunslaughter Records)
- Live Mexicali, Mexico (2012, Nunslaughter Records)
- Noctis (2013, Nunslaughter Records)
- South East Asia Rehearsal (2013, Hoth Records)

### Singles
- Satanic Sluts (2003, Eigenveröffentlichung)
- Rotting (2003, Eigenveröffentlichung)
- Blasphemer (2004, Eigenveröffentlichung)
- Jew Lie (2011, Hells Headbangers Records)

### Split-Veröffentlichungen
- Nunslaughter / Bloodsick (1997, mit Bloodsick, Eigenveröffentlichung)
- Nunslaughter / Dekapitator (1998, mit Dekapitator, Midnight Records)
- Begotten Son / Evil Dreams (1999, mit Derkéta, Deliria Noise Outfitters Records)
- Trafficking with the Devil (1999, mit Crucifier, Crucifier Brotherhood Internat Records)
- Satan Is Metal’s Master / Sperm of the Antichrist (2001, mit Grand Belial’s Key, Horror Records)
- Nunslaughter / Dr. Shrinker (2001, mit Dr. Shrinker, Revenge Productions)
- Nunslaughter / Cianide (2002, mit Cianide, Merciless Records)
- Satanic Salvation / Live Desecration (2002, mit Destruktor, Apocalyptor Records)
- Fuck the Posers (2003, mit The Spawn of Satan, Nigra Mortis Records)
- Hail Germania (2003, mit Centinex, Hells Headbangers Records)
- Back to the Crypt / Sadist (2004, mit Slaughter, Horror Records)
- Scorn on the 4th of July (2004, mit Soulless, Hells Headbangers Records)
- On Our Way to Hell / Return of the Hellhorde (2004, mit Victimizer, Pentagram Warfare Records)
- Foreshadow / Reaper of Man (2004, mit Goatlord, Bestial Onslaught Productions)
- Flesh Descending / Satan Shitting on Cunt (2004, mit Krieg, Deathstrike Records)
- Cryptic (2005, mit Nocturnal, Agonia Records)
- Cut God Out / Feasting on Purulence (2005, Split mit Haemorrhage, Hells Headbangers Records)
- Bedeviled (2005, Split mit Throneum, Pagan Records)
- Punk as Fuck (2006, Split mit Brody’s Militia, Hells Headbangers Records)
- Nunslaughter / Sloth (2007, Split mit Sloth, Wicked Witch Records)
- Nunslaughter / Destructor (2007, Split mit Destructor, Auburn Records)
- Maggots (2007, Split mit Mutilated Messiah, Hells Headbangers Records)
- Gravewürm / Nunslaughter (2007, Split mit Gravewürm, Hells Headbangers Records)
- Nunslaughter / Unholy Grave (2007, Split mit Unholy Grave, Hells Headbangers Records)
- To Hell with Cleveland (2007, Split mit Decrepit und Doktor Bitch, Hells Headbangers Records)
- Nunslaughter / Rabid (2008, Split mit Rabid, Hells Headbangers Records)
- Satanic Masturbation / Under Satan's Command (2009, Split mit Syphilitic Vaginas, Rescued from Life Records)
- Nunslaughter / Goatsodomy (2009, Split mit Goatsodomy, Hells Headbangers Records)
- Nunslaughter / Radiolokátor (2009, Split mit Radiolokátor, Doomentia Records)
- Evil Hellbangers (2010, Split mit Sabbat, H.M.S.S. Records)
- Evil Hellbangers 2 (2010, Split mit Sabbat und Zombie Ritual, H.M.S.S. Records)
- Tejano Tour March 6-7 2010 (2010, Split mit Midnight, Rescued from Life Records)
- Nunslaughter / Fetus Eaters (2010, Split mit Fetus Eaters, Vomitcore Records)
- Nunslaughter / SMG (2010, Split mit SMG, Violent Resolution Records)
- Nunslaughter / Agathocles (2011, Split mit Agathocles, Selfmadegod Records)
- Defacing Holy Icons / Throne of Sluts (2011, Split mit Nekrofilth, Hells Headbangers Records)
- Fucking Satan (2011, Split mit Abigail, Turanian Honour Productions)
- Sabbatical Nunslaughter Goat Metal Assault (2011, Split mit Sabbat, Witchhammer Productions)
- The Hammer of Satan (2012, Split mit Evil Wrath, Haunted Hotel Records)
- Nunslaughter / Fetid Zombie (2012, Split mit Fetid Zombie, Warhemic Productions)
- Nunslaughter / Necrocannibalistic Vomitorium (2012, Split mit Necrocannibalistic Vomitorium, Horns & Hoofs Records)
- Nunslaughter / Unburied (2012, Split mit Unburied, Doomentia Records)
- Death Rituals (2013, Split mit Hellcharge, Eigenveröffentlichung)
- Nunslaughter / Antiseen (2013, Split mit Antiseen, Hells Headbangers Records)
- Nunslaughter / Witchtrap (2014, Split mit Witchtrap, Hells Headbangers Records)

### Demos
- Ritual of Darkness (1987, Eigenveröffentlichung)
- Rotting Christ (1989, Eigenveröffentlichung)
- Impale the Soul of Christ on the Inverted Cross of Death (1991, Eigenveröffentlichung)
- The Guts of Christ (1993, Eigenveröffentlichung)
- Face of Evil (1995, Eigenveröffentlichung)
- Evil Speaks (1998, Eigenveröffentlichung)
- Hate Your God (2002, Eigenveröffentlichung)

### Kompilationen
- Waiting to Kill Christ (2002, From Beyond Productions)
- Nunslaughter (2002, Unisound Records)
- Hate Your God (2004, TRL Records)
- The Day We Die (2005, Rhapsodeath Records)
- Open Spulchre (2005, Obliteration Records)
- Ritual of Darkness / Rehearsal 1987 (2005, Death Division Rituals Records)
- Hell on Europe (2005, Denim & Leather Records)
- DemoSlaughter (Box-Set, 2006, Hells Headbangers Records)
- Eastern Illusion (2007, H.M.S.S. Records)
- Damned in Japan (Box-Set, 2007, Hells Headbangers Records)
- Novel Nasty Nugget (2008, H.M.S.S. Records)
- Грехи Отца (2008, Pestis Insaniae Records)
- All of the Dead (2008, Hard Rocker Records)
- Demoslaughter (2009, Hells Headbangers Records)
- The Devils Congeries Vol. 1 (2013, Hells Headbangers Records)

### DVDs
- Metal Assault on Australia (2005, Hells Headbangers Records)
- The Devil Has His Day (2006, Dreamtide Music)
- Hellidelphia (2007, Demon Dave)
- Damned in Japan 2005 (2008, Hells Headbangers Records)
- Live Devils in the City of Angels (2012, Nunslaughter Records)